# Capilla de Milpillas
Capilla de Milpillas es una localidad del estado mexicano de Jalisco. Es parte del municipio de Tepatitlán de Morelos.

## Demografía
| Gráfica de evolución demográfica |
|                                  |

| Censo | Población |
| ----- | --------- |
| 1900  | 575       |
| 1910  | 664       |
| 1921  | 835       |
| 1930  | 790       |
| 1940  | 786       |
| 1950  | 1 248     |
| 1960  | 1 405     |
| 1970  | 1 655     |
| 1980  | 2 061     |
| 1990  | 2 421     |
| 2000  | 2 509     |
| 2010  | 2 449     |
| 2020  | 2 712     |